# Mario Party
Mario Party (マリオパーティ  Mario Pāti?) är ett flerspelarspel till Nintendo 64. Spelet utvecklades av Hudson Soft och gavs ut av Nintendo år 1999 i Europa. Det är det första spelet i Mario Party-serien. Spelet fick år 2000 en uppföljare, Mario Party 2, som också gavs ut till Nintendo 64.

## Handling
Mario Party går ut på att ta sig runt ett spelbräde. Det spelas alltid med fyra personer – är spelarna färre blir resten av karaktärerna datorstyrda. Spelarna väljer varsin karaktär, vilket spelbräde de vill spela på och hur länge de vill spela. Genom tärningsslag bestäms i vilken turordning spelarna hamnar. Alla fyra får slå sin egen tärning och flytta så många steg som tärningen visar. Beroende på var spelaren hamnar händer olika saker. När alla fyra slagit varsin gång är det dags för minispel. Man vinner pengar beroende på hur högt man ärrankad, hamnade man på första plats får man mer pengar, men är man sist får man väldigt lite pengar. Sedan börjar det om med tärningsslagen. Varje spelare börjar med tio coins. Pengarna används för att köpa stjärnor, som kostar 20 coins. Den som har mest stjärnor när spelet är slut vinner. Men det lönar sig även att samla pengar, då den som haft mest pengar kan få en bonusstjärna.
Spelkartan heter Mushroom Village där svamparna bor. Här finns även affär och en bank
När det endast är fem omgångar kvar får man dubbelt så många pengar från blue spaces och man förlorar dubbelt så många pengar från red spaces.

## Speluppbyggnad
Spelet är gjort för upp till fyra personer, och är som allra bäst ju fler man är.

### Spelkaraktärer
- Mario
- Luigi
- Prinsessan Peach
- Yoshi
- Wario
- Donkey Kong

### Spelbräden
- Mario's Rainbow Castle
- Luigi's Engine Room
- Peach's Birthday Cake
- Yoshi's Tropical Island
- DK's Jungle Adventure
- Wario's Battle Canyon
- Bowser's Magma Mountain (finns att köpa i affären)
- Eternal Star (fås när man samlat 100 stjärnor)

### Minispel

#### 4 spelare
Dessa minispel är vanligast.
- Face Lift
- Coin Block Blitz
- Platform Peril
- Box Mountain Mayhem
- Mushroom Mix-up
- Musical Mushroom
- Balloon Burst
- Hot Bob-omb
- Skateboard Scamper
- Crazy Cutter
- Treasure Divers
- Grab Bag
- Bumper Balls
- Tipsy Tourney
- Bombs Away
- Mario Bandstand
- Cast Aways
- Hammer Drop
- Shy Guy Says
- Key-pa-Way
- Buried Treasure
- Running of the Bulb
- Hot Rope Jump
- Slot Car Derby

#### 2 mot 2 spelare
I de här minispelen spelar man i lag.
- Handcar Havoc
- Deep Sea Divers
- Bombsket Ball
- Bobsled Run
- Desert Dash

#### 3 mot 1 spelare
Här spelar en spelare mot de andra tre spelarna.
- Pipe Maze
- Bash 'n Cash
- Tug 'o War
- Bowl Over
- Paddle Battle
- Coin Shower Flower
- Piranah's Persuit
- Tight Rope Treachery
- Coin Block Bash
- Crane Game

#### 1 spelare
Dessa minispel kan bara spelas om man hamnar på en chance space eller en minigame space.
- Memory Match
- Knock Block Tower
- Limbo Dance
- Slot Machine
- Pedal Power
- Whack a Plant
- Shell Game
- Ghost Guess
- Ground Pound
- Teetering Towers
- Chance Game
- Bumper Ball Maze 1
- Bumper Ball Maze 2
- Bumper Ball Maze 3

### "Spaces"
- Blue Space (Ger 3 eller 6 coins)
- Red Space (Drar ifrån 3 eller 6 coins)
- Happening Space (får något oväntat att hända, olika på olika spelbräden)
- Chance Space (en spelare får en chans att vinna pengar, eller riskerar att förlora pengar eller stjärnor)
- Bowser Space (Bowser dyker upp och tar vad han vill ha)
- Mini-Game Space (startar ett minispel för en person, även om inte alla fyra spelarna fått slå)
- Mushroom Space (bestämmer om man får stå över eller får ett extra kast med tärningen)